# Görzi Erzsébet szicíliai királyné
Görzi Erzsébet (Klagenfurt, 1298 – 1352) vagy Izabella, németül: Elisabeth von Kärnten-Görz, olaszul: Elisabetta (Isabella) di Carinzia, karintiai hercegnő, tiroli grófnő, Szicília (Trinacria) királynéja, Szicília régense. Bajor Erzsébet német, szicíliai és jeruzsálemi királyné apai unokája. I. Lajos és III. Frigyes szicíliai királyok édesanyja. IV. Béla magyar király ükunokája, II. (Karintiai) Henrik cseh király unokahúga és Pfalzi Anna cseh királynénak, IV. Károly német-római császár és cseh király második feleségének a nagynénje.

## Élete
II. Ottó karintiai herceg és Piast Eufémia liegnitzi hercegnő leánya. Apja, II. Ottó Bajor Erzsébet német, szicíliai és jeruzsálemi királynénak, IV. Konrád német király özvegyének volt a fia annak második házasságából II. Menyhért karintiai herceggel. Anyja, Piast Eufémia Boldog Jolán lengyel hercegnének, IV. Béla magyar király lányának volt az anyai unokája, valamint Piast Erzsébet magyar királynénak az elsőfokú unokatestvére.
Görzi Erzsébet 1322. április 23-án Cataniában feleségül ment II. Péter ifjabb szicíliai királyhoz. A szicíliai királyi család számára fontos volt, hogy egykori királynéjuknak, IV. Konrád feleségének, Bajor Erzsébetnek volt az unokája. Ezzel akarták legitimizálni uralmukat Szicília felett. Férje királyi rangban fővikáriusi pozíciót töltött be apja, II. Frigyes szicíliai király haláláig, így Görzi Erzsébet is rögtön elnyerte a királynéi címet, bár tényleges uralkodók férjével csak apósa halálával, 1337-ben lettek. Férje halála (1342) után régensi tisztet töltött be kiskorú fia, Lajos nevében.
Erzsébet királyné húga, Görzi Anna (1300–1331/35) karintiai hercegnő II. Rudolf (1306–1353) rajnai palotagrófnak és választófejedelemnek volt az első felesége, és az ő egyetlen gyermekük, Pfalzi Anna (1329–1353) IV. Károly német-római császárhoz és cseh királyhoz ment feleségül 1349-ben. Ebből a házasságból egy fiú, IV. Károly legelső fiúgyermeke, Vencel (1350–1351) született, aki azonban csecsemőkorban meghalt. II. Rudolf palotagróf második felesége pedig Erzsébet szicíliai királyné sógornője, férjének húga, Aragóniai Margit (1331–1377) lett 1348-ban, de házasságukból nem született újabb gyermek.

## Gyermekei
- Férjétől, II. Péter (1304/05–1342) szicíliai királytól, 10 gyermek:
  - Frigyes (–1324)
  - Konstancia (1324 körül–1355) szicíliai régensnő: (1352–1354), nem ment férjhez
  - Eleonóra (1325–1375), férje IV. (Szertartásos) Péter (1319–1387) aragón király, 4 gyermek, többek között:
    - Idős Márton (1356–1410), II. Márton néven szicíliai király: (1409–1410), 4 gyermek, többek közt:
      - Ifjú Márton (1374/75/76–1409), I. Márton néven szicíliai király: (1401–1409)

  - Beatrix (1326–1365), férje II. Rupert (1325–1398) rajnai palotagróf, 7 gyermek, többek között:
    - I. (Pfalzi) Rupert német király: (1400–1410)

  - Eufémia (1330 körül–1359) szicíliai régensnő: (1355–1357), nem ment férjhez
  - Jolán (1334 körül–fiatalon)
  - Lajos (1337/38–1355), I. Lajos néven szicíliai király: (1342–1355), nem nősült meg, 2 természetes fiú
  - János (1340 körül–1353)
  - Blanka (1342 körül–1374), férje I. János empúriesi gróf (1338–1398), 1 leány
  - Frigyes (1342–1377), apja halála után jött a világra, III. Frigyes néven szicíliai király: (1355–1377), 1. felesége Aragóniai Konstancia (1344–1363), 1 leány, 2. felesége Balzo Antónia (1355–1375), gyermeket nem szült, 1 leány az 1 házasságából+1 házasságon kívüli fiú, többek közt:
    - I. Mária (1363–1401) szicíliai királynő: (1377–1401), férje Ifjú Márton (lásd fent), 1 fiú:
      - Aragóniai Péter (Frigyes) (1398–1400) szicíliai trónörökös